# Jordi Montaña Matosas
Jordi Montaña va ser rector de la Universitat de Vic - Universitat Central de Catalunya (UVic-UCC) des del 13 de juliol de 2010, data en què va ser nomenat pel Patronat de la Fundació Universitària Balmes, fins al 13 de juliol de 2018.

## Activitat docent
Catedràtic de la Universitat Ramon Llull i professor ordinari d'ESADE, Jordi Montaña és doctor en enginyeria industrial per la Universitat Politècnica de Catalunya, màster en Direcció i Administració d'Empreses per ESADE i enginyer industrial per l'Escola Tècnica Superior d'Enginyeria Industrial de Barcelona. Va cursar estudis de postgrau a la Universitat de Bradford, al Management Center de Brussel·les i a l'IMD de Lausana.
Des de 1976 i fins a la data del seu nomenament com a rector de la Universitat de Vic va ser professor d'ESADE on dirigia la Càtedra ESADE de Gestió de Disseny, que té per objectiu la recerca en els aspectes relacionats amb el disseny i l'empresa, i el seu impacte en l'economia i la societat.
Paral·lelament va ser professor visitant d'universitats com l'École des Hautes Études Commerciales (HEC Paris), l'Institute of Science and Technology (UMIST) University of Manchester, la Wissenschaftliche Hochschule für Unternehmensführung de Koblenz, l'Art Center College of Design (Suïssa), la Copenhaguen Business School i la Universita' Bocconi de Milà. Va fer docència a la Universidad Centroamericana de Managua, a la Universidad Centroamericana José Simeón Cañas de San Salvador, a la Universidad EAFIT de Medellín i a l'Indian Management Institute a Delhi, Bombai, Calcuta, Ahmedabad, Hyderabad, Puna i Lucknow. Va ser el primer director del programa DEADE a Cuba, un programa conjunt d'ESADE, la London School of Economics i HEC a l'Havana i Santiago de Cuba.

## Activitat professional
Vinculat des de sempre al món del disseny industrial aplicat, va ser fundador i conseller delegat de Quod, Disseny i Marketing SA i d'Enginyeria Cultural SA; fundador i director general de la Societat Estatal per al Desenvolupament del Disseny i la Innovació (Ministerio de Industria y Energía, Espanya); president del consell d'Integral Design and Development SA; president de l'ADI-FAD, i patró i membre del comitè executiu de la Fundació Barcelona Centre de Disseny. Va ser membre del board i tresorer de l'ONG internacional Design for the World.
En la seva trajectòria professional ha mantingut una intensa activitat docent que ha fet compatible amb temes de consultoria en estratègies de màrqueting, innovació, desenvolupament de productes, gestió del disseny i gestió de la marca corporativa en l'àmbit d'empreses (Manpower, Sony, La Española, Novartis, Nestlé, Simon, Samsung, Hewlett-Packard, Lexmark i altres) i institucions públiques i privades, entre les quals el Instituto de la Pequeña y Mediana Empresa (Ministerio de Industria) d'Espanya, el Ministerio de Industria de Nicaragua, el Ministerio de Fomento de Veneçuela, l'Organització de les Nacions Unides per al Desenvolupament Industrial, el Banco Interamericano de Desarrollo i la Comissió Europea. Va formar part del grup d'experts en disseny de l'OHMI, l'organisme de la Unió Europea per al registre del disseny i de les marques comunitàries.

## Publicacions
- Aragall, F.; Montaña, J. Universal Design: The HUMBLES Method for User-Centered Business. Londres: Gower 2012 ISBN 978-0-56608865-0
- 2005 Montaña, J.; Moll, I. Artesania y Diseño. Las claves del éxito de la empresa artesana Arxivat 2010-06-28 a Wayback Machine.. Barcelona: Generalitat de Catalunya. 658:745/749(467.1).
- Montaña, J.; Moll, I. Éxito empresarial y diseño: análisis del comportamiento en la gestión del diseño de la pequeña y mediana empresa española: diagnóstico, lecciones y aplicaciones Arxivat 2012-04-10 a Wayback Machine.. 2008 Madrid: FEEPD.
- Montaña, J.; Moll, I. Diseño e innovación en packaging. Cinco casos de estudio. Barcelona: Barcelona Centro de Diseño. 2006
- Montaña, J.; Moll, I. (Coords.) Diseño e innovación. La gestión del diseño en la empresa. Madrid: Documentos COTEC sobre oportunidades tecnológicas. 2008 ISBN 978-84-95336-78-1
- Nomen, E.; Montaña, J. Evaluación del Renombre y la Notoriedad de Marcas Arxivat 2010-06-28 a Wayback Machine.. Madrid: Instituto de Análisis de Intangibles. 2007
- Montaña, J.; Moll, I. El diseño en la empresa. Casos de éxito Arxivat 2010-06-28 a Wayback Machine.. Valencia: ADCV Asociación de Diseñadores de la Comunidad Valenciana. 2007
- Montaña, j.; Moll, I. El poder de la marca Arxivat 2014-10-19 a Wayback Machine.. Barcelona: Profit Editorial, 2013. ISBN 978-84-15735-79-3

## Premis i reconeixements
- 2010. Premi ‘Marketing Trends Award' per la seva contribució a la investigació en disseny, innovació i màrqueting, en el 9th International Congress Marketing Trends de la ESCP Europe[7]
- 2010. Distinció d'or de la North American Case Research Association.[8]